# GRID Autosport
GRID Autosport è un videogioco simulatore di guida sviluppato e pubblicato da Codemasters per PlayStation 3, Xbox 360 Linux e Microsoft Windows, e che è stato pubblicato il 24 giugno 2014 in Nord America e il 27 giugno 2014 in Europa. GRID Autosport è il seguito di GRID 2 pubblicato nel 2013. Il gioco è stato annunciato il 22 aprile 2014 con un trailer di annuncio. Il gioco non è uscito sulle console di nuova generazione, ovvero Xbox One e PS4. Su PC c'è la possibilità di usare texture in 4K.
Feral Interactive, che ha già pubblicato il gioco su macOS e Linux, ha anche sviluppato e pubblicato il gioco per iOS il 27 novembre 2017. La versione Nintendo Switch, sempre sviluppata da Feral Interactive, è stata pubblicata il 19 settembre 2019. La versione per Android è arrivata il 26 novembre 2019.
Il 26 giugno 2018, GRID Autosport è stato pubblicato anche su Xbox One sfruttando la funzione della retrocompatibilità.
Un sequel, GRID, è stato distribuito nell'ottobre 2019 per Microsoft Windows, PlayStation 4, Xbox One e Google Stadia.

## Caratteristiche
GRID Autosport, sviluppato sulla nuova versione del motore grafico proprietario EGO Engine, è il capitolo più grande e ambizioso di sempre della fortunata serie e presenta oltre 100 piste in 22 ambientazioni differenti, il doppio rispetto a GRID 2. Nuovo anche il modello di guida, reso più appagante per i piloti più smaliziati e con la possibilità di impostare l'assetto di guida e vari parametri di assistenza come ABS, TCS ed ESP. Ritorna a grande richiesta dei fan la visuale all'interno dell'abitacolo, assente nel precedente GRID 2. I giocatori inoltre hanno a disposizione auto da turismo, GT, monoposto, muscle cars, auto da derapata, supercar, hypercar, prototipi, derby demolizione e molto altro. Non manca una modalità carriera con la possibilità di reclutare un compagno di squadra e di guadagnare sponsorizzazioni, mentre la modalità online permette di partecipare ai racing club, alle sfide settimanali e di competere per le classifiche RaceNet. Da segnalare infine, il ritorno di diverse piste rese celebri da Race Driver: GRID come quella di San Francisco.

## Lista auto
- Lancia Delta HF Integrale EVO 2
- BMW E30 Sport EVO
- Alfa Romeo 4C
- Alfa Romeo 155 Silverstone D2
- Ford Focus ST
- Volkswagen Golf R
- Mini John Cooper Works GP
- BMW 1 Series M Coupé
- Subaru BRZ
- Honda Integra Type R DC5
- BMW M3 Coupé
- Mercedes-Benz C 63 AMG
- Audi RS 5 Coupé
- Mercedes-Benz SL65 AMG Black Series
- Jaguar XKR-S
- Alfa Romeo 8C Competizione
- Aston Martin Vanquish
- SRT Viper GTS
- Aston Martin One-77
- McLaren 12C
- Pagani Huayra
- Mazda Furai
- Bugatti Veyron 16.4 Super Sport
- Koenigsegg Agera R
- Pagani Zonda Revoluciòn
- McLaren P1
- McLaren F1 GT
- Chevrolet Cruze Touring Car
- BMW 320 Touring Car
- Ford Focus ST Touring Car
- Honda Civic Touring Car
- Mercedes-Benz C 63 AMG (Cat B Special)
- Audi RS 5 (Cat B Special)
- Peugeot 408 SCB
- ADC Presteza-14
- Ford Racing UTE
- Holden VE Commodore UTE
- Ford Falcon FG
- Holden VF Commodore
- Mini Miglia
- Mini John Cooper Works Challenge
- Ford Sierra RS500 Cosworth Group A
- Nissan 1991 (R32) Skyline GT-R Group A
- Chevrolet Camaro SS
- Ford Mustang Boss 302
- Dodge Challenger SRT8 392
- Mazda RX-7 Type RZ (FD3S)
- Honda S2000
- Nissan 2003 (S15) Silvia Spec-R Aero
- Ford Mustang Boss 302 Modified
- Chevrolet Camaro SS Modified
- Honda S2000 Modified
- Honda 5ZIGEN Civic
- Honda Panspeed RX-7 (FD3S)
- Subaru Tomei Cusco Impreza WRX STi
- Mazda RX-7 (FD3S) Drift Tuned
- Nissan 2003 (S15) Silvia Drift Tuned
- Nissan 2004 (Z34) 350Z Nismo Drift Tuned
- Mitsubishi Lancer Evolution X Team Orange
- Nissan 2011 (Z34) Chris Forsbergh Racing 370Z
- Nissan 1993 (S13) Daijiro Yoshihara 240SX
- Dodge Changer R/T
- Plymouth AAR Cuda
- Nissan 2005 (R34) Nismo GT-R Z-Tune
- Honda NSX R
- Mercedes-Benz SLS AMG GT3
- McLaren 12C GT3
- Audi R8 LMS Ultra
- Aston Martin N24 V12 Zagato
- Nissan 2008 (R35) GT-R Nismo GT500
- Honda HSV-010 GT
- Lola B12/80
- Shelby Cobra "Daytona" Coupé
- Ford GT40 MK1
- Mazda 787B
- Dallara F312
- Lola B05/52
- Dallara Indycar
- KTM X-Bow R
- Ariel Atom 3.5
- Ariel Atom 500 V8
- Caterham SP/300.R
- Caparo T1
- Jupiter Eagleray MK5

## Accoglienza
| Testata                          | Versione           | Giudizio                    |
| -------------------------------- | ------------------ | --------------------------- |
| Metacritic (media al 11-11-2014) | PC PS3 X360 iOS NS | 78/100 75/100 90/100 79/100 |
| Edge                             | -                  | 9/10                        |
| Eurogamer                        | -                  | 7/10                        |
| Game Informer                    | -                  | 7.8/10                      |
| GamesRadar+                      | -                  | [ 8 ]                       |
| GameTrailers                     | -                  | 7.9/10                      |
| IGN                              | -                  | 8.3/10                      |
| PC Gamer                         | -                  | 86/100                      |
| PC PowerPlay                     | -                  | 8/10                        |
| TouchArcade                      | iOS                | [ 12 ]                      |
| PC Advisor                       | -                  | [ 13 ]                      |

Il gioco ha ricevuto recensioni generalmente positive. Metacritic gli ha assegnato un punteggio complessivo di 78/100 per PC e 75/100 per PlayStation 3 e Xbox 360. I critici hanno particolarmente elogiato il suo modello di manovrabilità più autentico, nonché il suo approccio essenziale alle corse e l'eccellente sistema di danni.
La modalità Carriera ha ottenuto un'ampia approvazione perché consiste "semplicemente nel vincere gare e padroneggiare vari stili di guida" con la possibilità di passare da una disciplina all'altra consentendo al giocatore di "essere concentrato o ampio quanto [lui o lei] preferisce". GamesRadar+ ha ritenuto che avere un avversario nominato fornisse "un discreto senso di rivalità (...) che dà alle gare più significato (...) e l'esperienza è più ricca avendo chiari rivali da battere". Eurogamer ha definito la modalità online "una suite completa", alla quale "una serie di modifiche e aggiornamenti [per auto] conferisce persistenza". Game Informer ha affermato che "offre leggermente più libertà [rispetto alla modalità Carriera]" e il suo set di funzionalità è vario.
Edge ha notato che "offre una notevole profondità" e il suo "feedback vivace rende la guida intensa e soddisfacente". Nonostante ciò, è "ancora accessibile" e Luke Reilly di IGN ha trovato il modello "abbastanza indulgente".
PC Advisor ha elogiato l'"immensa" varietà di auto presenti nel gioco così come l'inclusione di "molti classici". Kotaku ha aggiunto che "i giocatori più esperti apprezzeranno le sottili differenze tra le loro flotte". Il modello di danno del titolo è stato acclamato dalla critica poiché la recensione di cui sopra ha evidenziato che "ogni macchina [sta] rispondendo accuratamente alle collisioni" e gli incidenti hanno "un effetto enorme sulle prestazioni".
Diverse recensioni affermano di aver trovato l'IA troppo aggressiva, a seconda della disciplina, al punto che "è prevedibile che un'IA ti porti fuori almeno una volta in una gara (...)". Edge ha spiegato che "non sempre concedono nello stesso modo in cui potrebbe farlo un guidatore umano, attenendosi al percorso prescelto anche se li hai legittimamente frenati in una curva".